# Premczand
Premczand, Munshi Premchand, Premchand, prawdziwe nazwisko: Dhanpat Rai Shrivastav, hindi: मुंशी प्रेमचंद urdu: منشی پدیم چنر (ur. 31 lipca 1880 w Lamahi koło Varanasi, zm. 8 października 1936) – pisarz indyjski, tworzący w hindi i urdu.
W realistyczny sposób pisał o problemach społeczno-obyczajowych opisując życie wsi indyjskiej i klas średnich. Przedstawiał je w opowiadaniach, powieściach, esejach, listach i sztukach teatralnych. Wywarł decydujący wpływ na literaturę w hindi. Uznawany za jej klasyka. Jego ostatnia powieść Godaan (Dar krowy) uchodzi za jedną z najlepszych powieści napisanych w hindi. Tłumaczył też literaturę Lwa Tołstoja, Anatole’a France’a, czy Johna Galsworthy’ego.

## Życiorys
Pochodził ze wsi. Syn urzędnika poczty. Jego rodzina borykała się z kłopotami finansowymi. Stracił matkę mając 7 lat, ojca będąc na studiach. Przejął wówczas opiekę nad swoją macochą i przyrodnim rodzeństwem. Wykształcił się dzięki wyrzeczeniu i ciężkiej pracy. 30 lat pracował w zawodzie nauczyciela.

## Twórczość literacka

### Wybrane opowiadania
Wiele z nich przetłumaczono na angielski i rosyjski.
- Pańska studnia
- Partia szachów Shatranj ke khiladi (शतरंज के ख़िलाडी), sfilmowane pod tym samym tytułem przez Satyajit Raya
- Całun – Kafan (कफ़न)
- Spełniony obowiązek (नशा)
- Godność zawodu
- Wymówienie
- Sati
- Cierpienie ubogich
- Stary Sudżan
- Stracone pole
- Mój pierwszy utwór
- Jak ceni się mleko
- Dawne zdarzenie
- Mój starszy brat
- Posiew zbrodni
- Przykre wspomnienie
- Księżna Sarandha

### Powieści
- Gaban (गबन)
- Seva-sadan lub Bazaar-e-Husn (hindi: सेवासदन) i (urdu :بازارٍ حسن) – pierwsza większa powieść napisana pierwotnie w urdu (pt. Bazaar-e-Husn), ale wydana po raz pierwszy w hindi w 1919 roku pt. Seva-sadan, tzn. Dom usług[5].
- Godaan (गोदान) – Dar krowy
- Ofiara (świat wsi) – napisana tuż przed śmiercią, przerażenie losem wsi, rozczarowanie gandhyzmem
- Arena (powieść chłopska)
- Przytułek 1918 (historia pięknej młodej dziewczyny, która staje się prostytutką)
- Karmabhoomi (कर्मभूमि)
- Kaayakalp (कायाकल्प)
- Manorama (मनोरमा)
- Mangalsootra (मंगलसूत्र), nieskończona
- Nirmala (lang-hi|निर्मला) – z 1923 roku – tragiczny los dziewczyny, o której losie decydują najpierw rodzice, potem starszy mąż, któremu zostaje sprzedana
- Pratigya
- Premashram
- Rangbhoomi
- Vardaan
- Prema

### Sztuki
- Walka - Karbala (कर्बला)